# Kazimierz Stronczyński

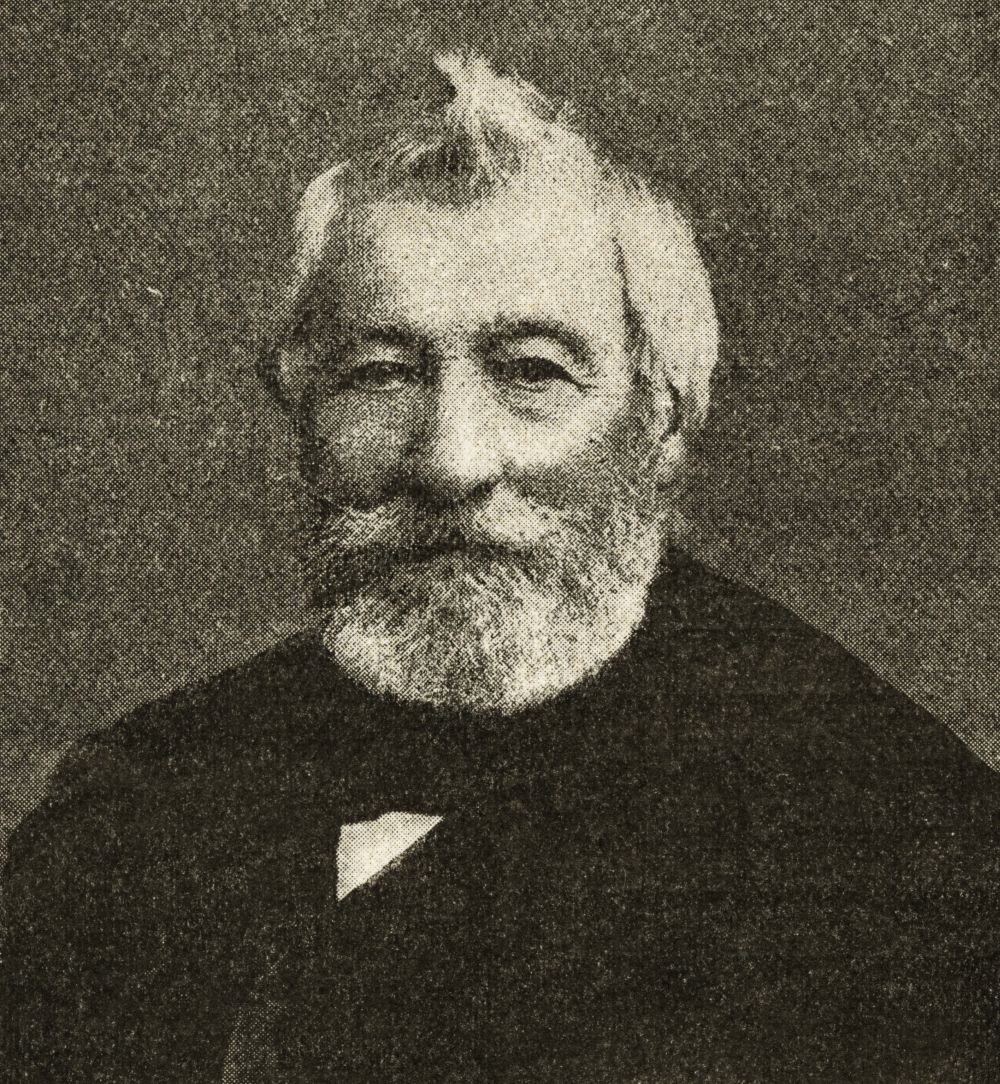
Kazimierz Stronczyński

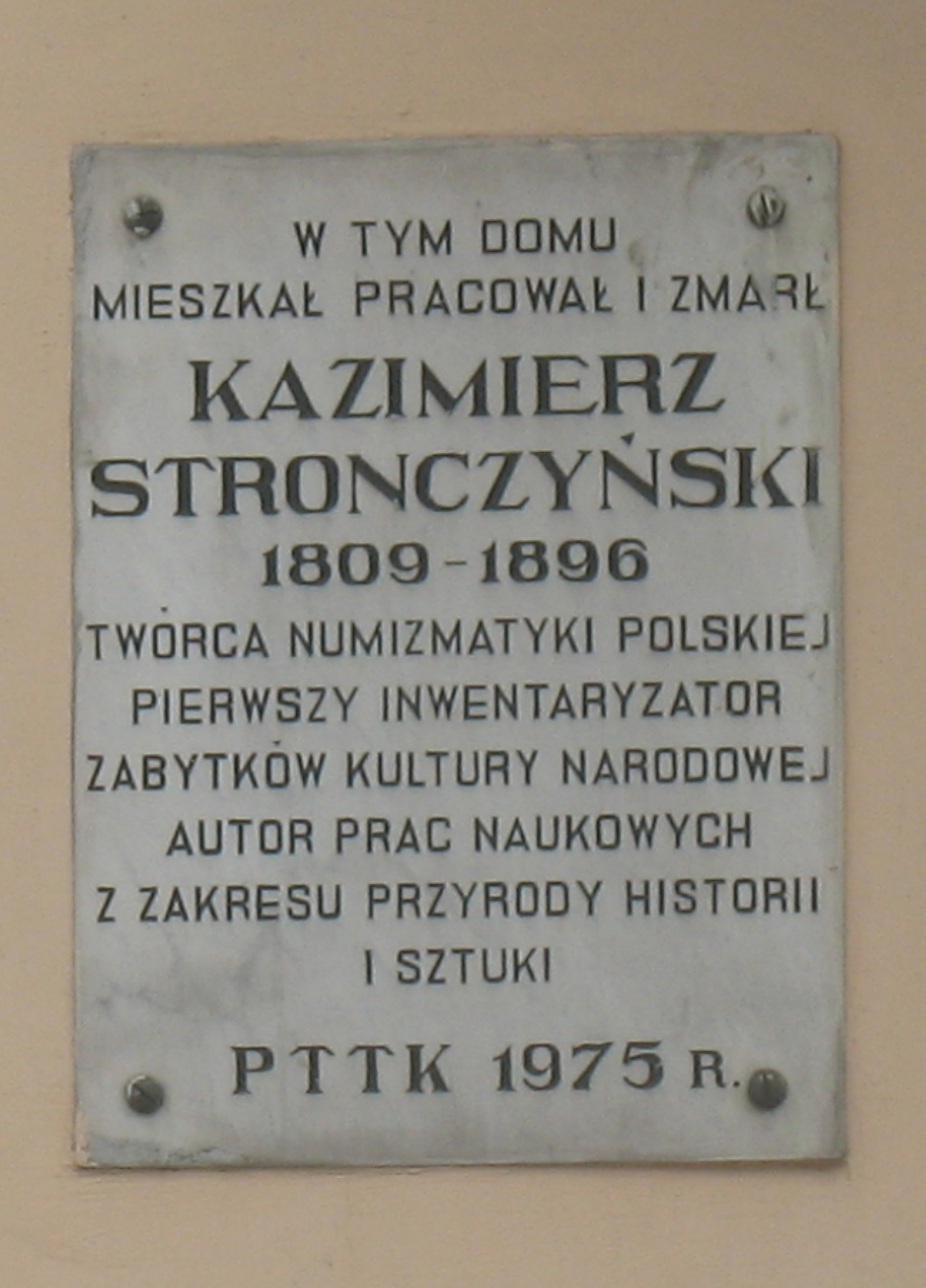
Tablica pamiątkowa na domu Kazimierza Stronczyńskiego w Piotrkowie Trybunalskim

Kazimierz Jakub Stronczyński (ur. 24 lipca 1809 w Piotrkowie Trybunalskim, zm. 10 listopada 1896 tamże, nazwisko pisane niekiedy również jako Strączyński z uwagi na różnice transliteracji z cyrylicy) – sfragistyk, paleograf, numizmatyk, badacz architektury, kolekcjoner, historyk, senator Królestwa Polskiego. Członek Akademii Umiejętności w Krakowie. Stworzył podstawy polskiej numizmatyki średniowiecza.

## Życiorys
Kształcił się w Kolegium Pijarskim w Piotrkowie i na Uniwersytecie Warszawskim, był uczestnikiem powstania listopadowego. Był nauczycielem szkoły wojewódzkiej w Warszawie, a następnie urzędnikiem Banku Polskiego. Później był sekretarzem Heroldii Królestwa Polskiego (od jej powstania w 1836). Od 1842 referendarz stanu. W latach 1844–1855 stał na czele komisji rządowej, biorąc aktywny udział w pracach, również terenowych, przeprowadzającej inwentaryzację zabytków w Królestwie Polskim (Delegacja do opisywania zabytków starożytności w Królestwie Polskim). Efektem tych prac było dzieło Opisy i widoki zabytków w Królestwie Polskim. Tzw. Albumy Stronczyńskiego składają się 5 tomów tekstu, opisujących zabytki z podziałem na ówczesne gubernie i powiaty, oraz towarzyszących im 7 albumów z 417 akwarelami i gwaszami różnych rysowników m.in. Adama Lerue. Są one nieocenionym źródłem do historii architektury i zabytków polskich.
Od 1861 r. był dyrektorem komisji wyznań i oświaty oraz referendarzem w Radzie Stanu Królestwa Polskiego aż do jej likwidacji w 1867 r. Był również dyrektorem (od 1862) kancelarii Komisji Rządowej Spraw Wewnętrznych i Duchownych, od 1864 był członkiem Senatu. Popierał Aleksandra Wielkopolskiego, będąc jak on zwolennikiem współpracy z Rosją i uzyskania na tej drodze autonomii.
Jednocześnie z karierą urzędową zajmował się badaniem polskich starożytności stając się prekursorem kilku nauk pomocniczych historii w Polsce.
Pochowany na Starym Cmentarzu Rzymskokatolickim w Piotrkowie Trybunalskim: kwatera 47, grób nr 127.

## Działalność wydawnicza
Jako emeryt przebywał w swoim majątku na ziemi sieradzkiej.
W zakresie paleografii wydał:
- Wzory pism dawnych w przerysach wystawione, i objaśnione drukowanem ich wyczytaniem. Cz. 1, Obejmująca pismo dyplomatów od roku 1228 do 1536, Warszawa, 1839 – dostępne na http://buwcd.buw.uw.edu.pl/e_zbiory/ksiazki/wzory/index.htm

W zakresie sfragistyki:
- Pobieżny przegląd pieczęci Piastów polskich oraz uzupełnienia do przeglądu pieczęci Piastów polskich, Warszawa, 1881 i 1882
- Pomniki książęce Piastów, lenników dawnej Polski w pieczęciach, budowlach, grobowcach i innych starożytnościach, zebrane i objaśnione, Piotrków, 1888

Szczególne zasługi położył dla rozwoju średniowiecznej numizmatyki polskiej, wydając fundamentalne w tym zakresie dzieła:
- Pieniądze Piastów od czasów najdawniejszych do roku 1300: rozbiorem źródeł współczesnych i wykopalisk, oraz porównaniem typów menniczych objaśnione, Warszawa, 1847
- Dawne monety polskie dynastyi Piastów i Jagiellonów
  - Cz.1: Monety pierwszych czterech wieków rozbiorem wykopalisk objaśnione. Piotrków, 1883
  - Cz.2: Monety pierwszych czterech wieków w porządek chronologiczny ułożone i opisane, Piotrków, 1884
  - Cz.3: Monety XIV, XV i XVI wieku uporządkowane i objaśnione, Piotrków, 1885

## Literatura
- Kazimierz Stronczyński. Numizmatyk, sfragistyk i inwentaryzator zabytków. Materiały sesji naukowej – Piotrków Trybunalski 1983. Łódź 1986.